# Umierający Europejczycy
Umierający Europejczycy (dokładnie: Umierający Europejczycy. Podróże do sefardyjskich Żydów z Sarajewa, Niemców z Gottsche, Arboreszów, Łużyczan i Aromunów, niem. Die sterbenden Europäer. Unterwegs zu den Sepharden von Sarajevo, Gottscheer Deutschen, Arbëreshe, Sorben und Aromunen) – zbiór reportaży podróżniczych (esejów) austriackiego pisarza, eseisty i krytyka – Karla-Markusa Gaußa z 2001.
Książka jest zbiorem opowieści o zanikających małych narodach Europy (według kolejności rozdziałów):
- ostatnich Żydach ze społeczności sefardyjskiej w Sarajewie,
- Niemcach koczewskich (Gottsche) ze Słowenii,
- Arboreszach (Albańczykach) z włoskiej Kalabrii,
- Łużyczanach,
- macedońskich Arumunach.

Autor w pięciu esejach przedstawia historię tych mniejszości etnicznych i kulturowych, genezę ich przybycia w określone miejsca kontynentu, przyczyny zaniku i perspektywy na przyszłość. W tekstach łączą się ze sobą analiza polityczna, dyskurs historyczny, refleksja o kulturze, filozofia, wywiad, reportaż i opis podróży. Według Anny Dziewit-Meller jest to najwyższej próby reportaż literacki, historyczny i wszelaki. Gauss łączy w swoim dziele zdolności reportażysty z szczegółową wiedzą historyczną i etnograficzną, konieczną do zrozumienia procesów historycznych mających wpływ na losy opisywanych narodów. Umie słuchać swych interlokutorów i poprzez dzieje małych społeczności oraz jednostek ukazuje wielką panoramę europejskiej historii.
Pierwsze wydanie polskie nastąpiło w 2006 (Wydawnictwo Czarne) w tłumaczeniu Alicji Rosenau.